# Пищуг
Пищуг (рос. Пыщуг) — село в Пищузькому районі Костромської області Російської Федерації.
Населення становить 3376 осіб. Входить до складу муніципального утворення Пищузьке сільське поселення.

## Історія
Від 1944 року населений пункт у складі Пищузького району відійшов до новоутвореної Костромської області.
Від 2007 року входить до складу муніципального утворення Пищузьке сільське поселення.

## Населення
| 1959  | 1970  | 1979  | 1989  | 2002  | 2008  | 2010  |
| ----- | ----- | ----- | ----- | ----- | ----- | ----- |
| 2006  | ↗2569 | ↗3097 | ↗3242 | ↗3311 | ↘3261 | ↘3138 |
| 2014  |       |       |       |       |       |       |
| ↗3376 |       |       |       |       |       |       |